# Liste de Yechivot

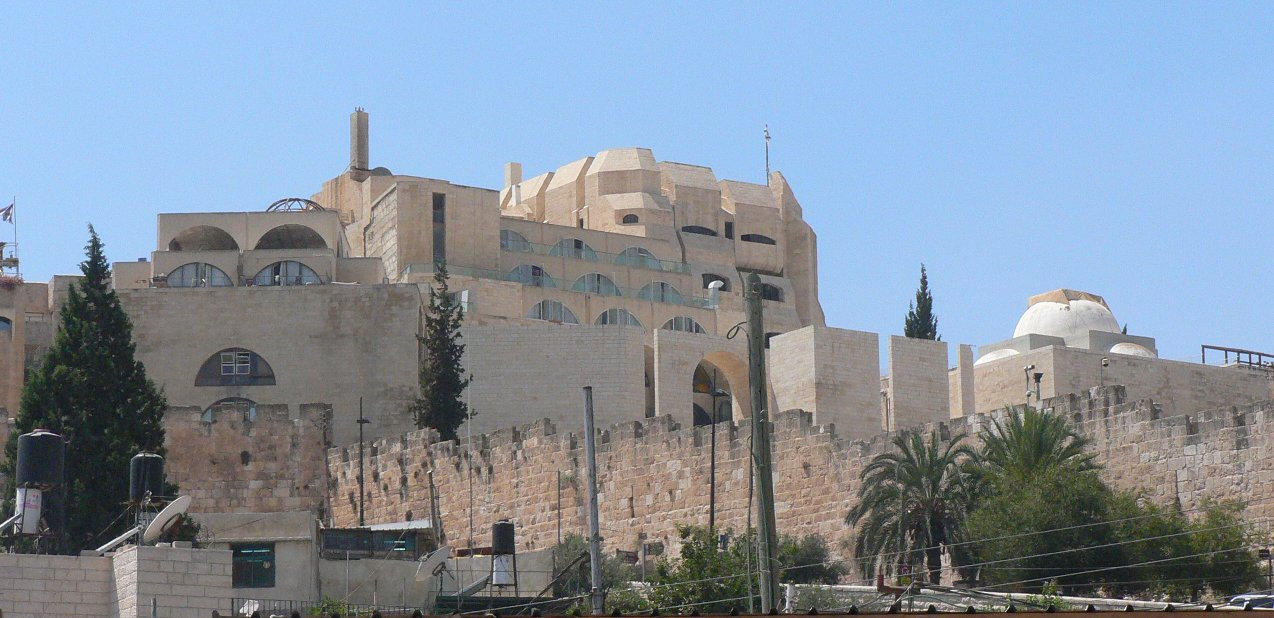
La Yechiva HaKotel, située près du Kotel, à Jérusalem.

Depuis le début du XIXe siècle, les yechivot modernes se sont développées en Europe de l'Est, puis en Europe de l'Ouest, puis à travers le monde. À la suite de la Shoah, certaines yechivot se sont reconstruites en Israël et aux États-Unis.
Dans le quotidien anglais, The Independent, Joseph Finklestone note en 1993: "Une yechiva devient fameuse à cause de celui qui la dirige, le "rosh" (la "tête"). Une personnalité qui inspire peut créer des disciples qui pour le restant de leur vie parlent d'elle avec plus de fierté que comme c'est coutumier chez les anciens (alumni) d'Oxford, de Cambridge et de Yale."

## Liste de Yechivot

### XIXesiècle
- 1803-1892:
  - Yechiva de Volozhin, Valojyn (Volozhin), Biélorussie, fondateur: Haim de Volozhin[2],[3],[4],[5] (1749-1821). Elle est considérée comme la Mère des Yeshivot.
- 1806:
  - Yechiva de Pressburg, aujourd'hui Bratislava, Slovaquie, fondateur: Hatam Sofer (1762-1839). L'année de fondation est soit 1803 ou soit 1806
- 1814:
  - Yechiva de Mir, Mir, en Pologne, aujourd'hui en Biélorussie, fondateur: Shmuel Tiktinsky
- 1862:
  - Talmud Torah de Kelmė
- 1869:
  - Yechiva de Radoun, Radoun (Raduń), Pologne, aujourd'hui en Biélorussie, fondateur: Hofetz Haïm (1839-1933)
- 1875:
  - Yechiva de Telshe, Telšiai (Telshe), Lituanie
- 1881:
  - Yechiva de Slobodka, Slobodka, aujourd'hui Vilijampolė, banlieue de Kaunas (Kovno), Lituanie, fondateur: Moshe Mordechai Epstein (1866-1933). En 1897, la yechiva se scinde en 2 yechivot: Knesses Yisroel portant le nom de Israël de Salant et qui accepte le Moussar et Knesset Beit Yitzchok portant le nom du rabbin Spector.
- 1883:
  - Yechiva de Łomża, Łomża, Pologne, aujourd'hui à Petach-Tikvah en Israël
- 1886:
  - Yechiva Etz Hayyim, New York, la première yechiva aux États-Unis[6]
- 1896:
  - Rabbi Isaac Elchanan Theological Seminary (RIETS), New York, États-Unis
  - Yechiva de Novardok, en Lituanie, fondateur: Yosef Yozel Horwitz
- 1897:
  - Yechivat Tomchei Temimim, Lyubavichi (Lubavitch)[7],[8]
  - Yechiva de Sloutsk-Kletsk, fondateur: Yaakov Dovid Wilovsky
  - Yechiva Knesses Yisroel; voir 1883.
  - Yechiva Knesset Yitzchok; voir 1883

### XXesiècle
- 1904:
  - Yechiva Chaim Berlin, Brooklyn, New York, États-Unis
- 1905:
  - Yechiva de Lida, Lida, Empire russe, aujourd'hui en Biélorussie, fondateur: Yitzchak Yaacov Reines (1839-1915)
- 1906
  - Yechiva Ohel Torah-Baranovich
- 1908:
  - Yechiva de Ponevezh, Panevėžys (Ponovezh), Lituanie, fondateur: Yitzhak Yaakov Rabinovich
- 1914
  - Yechiva de Grodno, Grodno (Hrodna), dans l'Empire russe, aujourd'hui en Biélorussie, fondateur:  Refael Alter Shmuelevitz
  - Yechiva Porat Yosef, Vieille ville de Jérusalem
- 1917:
  - Yechiva Torah Vodaath, Brooklyn, New York, États-Unis
- 1920?:
  - Yechiva Ohel Torah, Baranavitchy (Baranowicze) en Biélorussie, fondateur: Elchonon Wasserman[9]
- 1924:
  - Yechiva Merkaz Harav, Jérusalem, fondateur: Abraham Isaac Kook (1865-1935)
  - Yechiva de Hébron (Yechiva Knesses Yisroel), Hébron, Palestine mandataire, fondateur: Avraham Grodzinski (1883-1944)[10], fondée sur le modèle de la Yechiva de Slobodka. Après le massacre de 1929, s'installe à Jérusalem

- 1927:
  - Yechiva Etz Haïm, Montreux, Canton de Vaud, Suisse[11],[12],[13],[14]

- 1929:

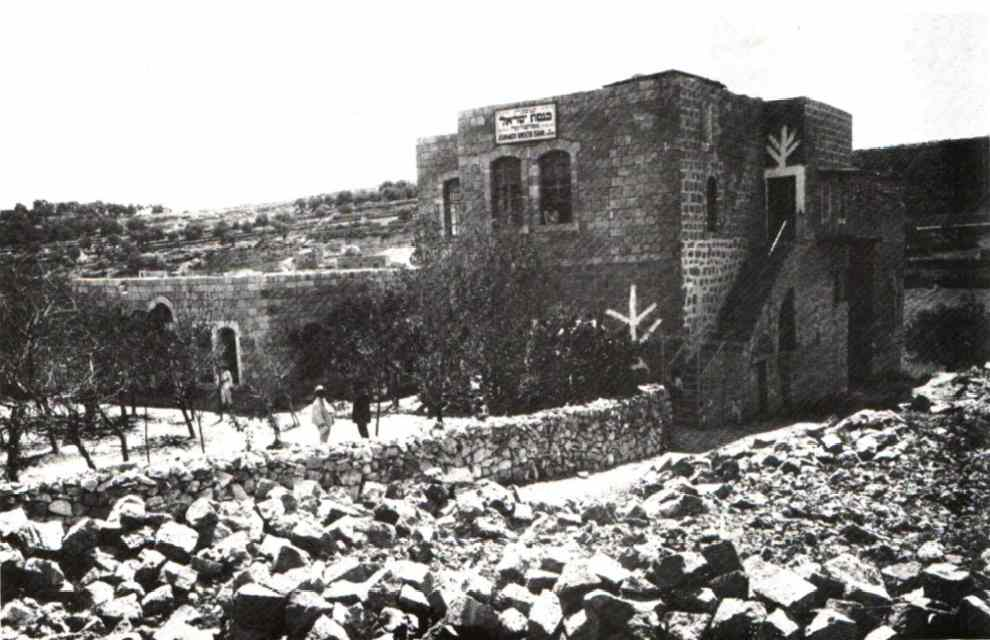
La Yechiva de Hébron,
Knesses Yisrael (Hébron)

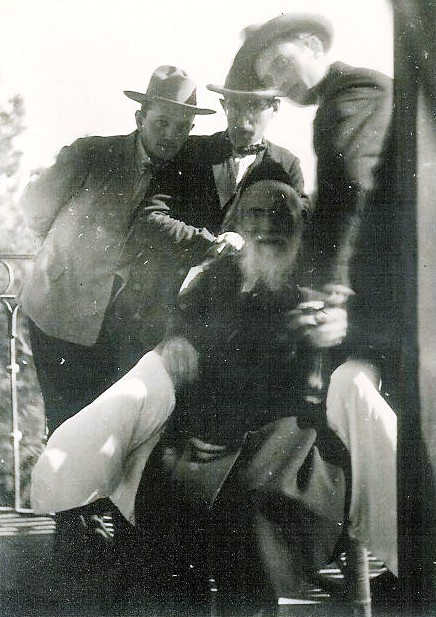
Nosson Tzvi Finkel (l'Alter de Slabodka) avec des étudiants à Hébron.

  - Yechiva de Gateshead, Gateshead, Royaume-Uni, fondateur: Dovid Dryan[15],[16]
- 1930:
  - Yechiva Chachmei Lublin, Lublin, Pologne, fondateur: Meir Shapiro (1887-1933)
- 1933:
  - Yechiva de Neudorf (Strasbourg), Neudorf, Strasbourg, France, fondée par Ernest Weill (1865-1947) et Simcha Wasserman (1900-1992)
  - Yechiva Ner Yisroel, Baltimore, Maryland, États-Unis, fondateur: Yaakov Yitzchok Ruderman (1901-1987)
- Années 1930:
  - Yechiva Dighet, Djerba, Tunisie
- 1939:
  - Yechiva Kol Tora, Jérusalem, fondateurs: Yechiel Michel Schlesinger (1898-1949) & Baruch Kunshtadt (1884-1967)
- 1943:
  - Beth Medrash Govoha, Lakewood, New Jersey, fondateurs: Aharon Kotler (1891-1962) & Nosson Meir Wachtfogel (1910-1998)
- 1945:
  - Yechiva d'Aix-les-Bains (Yechiva Hahkmei Tsarfath), Aix-les-Bains, France
- 1948:
  - Yechiva Merkaz Or Yosef Novardok, Bailly (Yvelines), puis à Fublaines (Seine-et-Marne), puis à Armentières-en-Brie (Seine-et-Marne), puis à Bussières (Seine-et-Marne), fondateur: Gershon Liebman (1905-1997)
- 1950:
  - Yechiva Bais Hatalmud, Bensonhurst, Brooklyn, New York, États-Unis, fondée sur le modèle de Mir
- 1953:
  - Yechiva Talmudique de Philadelphie, Philadelphie, Pennsylvanie, États-Unis, fondée sur l'initiative de Aharon Kotler
- 1954:
  - Yechiva Kerem B'Yavneh, près d'Ashdod, en Israël, fondateur: Chaim Yaakov Goldvicht (en) (1924-1995)
- 1955:
  - Yechiva de Lucerne, Lucerne, Suisse, fondateur: Moshe Soloveitchik (Zurich) (1915-1995)[17], ferme ses portes en juillet 2015[18],[19]
- 1962:
  - Yechiva Haneguev, Netivot, Israël, fondateur: Yissachar Meir (1927-2011)
- 1964:
  - Yechiva de Scranton (Yechiva Bais Moshe), Scranton, Pennsylvanie, États-Unis, fondateurs: Chaim Bressler et Yaakov Schnaidman
- 1965:
  - Yechiva Torah Ore, Bensonhurst, Brooklyn, New York, États-Unis, fondateur: Chaim Pinchas Scheinberg (1910-2012), transférée à Jérusalem, Israël, en 1965, et à sa présente location depuis 1970
- 1968:
  - Yechiva Har Etzion, Alon Shvut, Gush Etzion, Israël, fondateur: Yehuda Amitai
- 1969:
  - Yechiva de Far Rockaway, Queens, New York, États-Unis, fondateurs: Yechiel Perr (en) (1935-) & Nachman Bulman (en) (1930-2009)
- 1974:
  - Yechiva Ohr Somayach, Jérusalem, Israël
  - Yechiva Aish HaTorah, Jérusalem, Israël, fondateur: Noah Weinberg (1930-2009)
  - Yechiva HaKotel, Vieille ville de Jérusalem, Israël, fondateurs: Baruch Wieder et Yeshayahu Hadari (en), fondée en 1974?